# Philippe de Bourgogne (1389-1415)
Pour les articles homonymes, voir Philippe de Bourgogne.
Philippe de Bourgogne  (Villaines-en-Duesmois, décembre 1389 - tué à Azincourt, le 25 octobre 1415), comte de Nevers (1404-1415) et de Rethel (1406-1415) est un prince français du début du XVe siècle.

## Éléments biographiques
Philippe est le plus jeune des fils de Philippe II le Hardi, duc de Bourgogne et de Marguerite III de Dampierre, comtesse de Flandre, de Bourgogne, de Nevers et de Rethel.
Lorsque son frère aîné, Jean Sans Peur, hérite en 1404 du duché de Bourgogne, il lui donne en apanage le comté de Nevers. De même, son frère Antoine lui donne le comté de Rethel lorsqu'il hérite du Brabant. Lors de la lutte entre les Orléans et les Bourguignons, il soutient Jean sans Peur son frère, mais refuse de le suivre quand celui-ci cherche à composer avec les Anglais d'Henri V qui envahissent le royaume. Il combat à Azincourt à la tête d'un bataillon de mille deux cents hommes, et périt dans la bataille. 
Son corps, après avoir été provisoirement inhumé dans la cathédrale de Thérouanne, est ensuite transféré dans l'église de l'abbaye cistercienne Notre-Dame d'Élan, située dans son comté de Rethel.

## Mariages et descendance
Il épouse en premières noces à Soissons le 9 avril 1409 Isabelle de Coucy, comtesse de Soissons († 1411) fille d'Enguerrand VII de Coucy, comte de Soissons et d'Isabelle de Lorraine et a :
- Philippe, né en 1410, mort entre 1411 et 1415
- Marguerite, née en 1411, morte entre 1411 et 1412

Il se remarie le 20 juin 1413 au château de Beaumont (identifié à Beaumont-en-Artois ou Beaumont-sur-Oise) le 20 juin 1413 avec Bonne d'Artois (1396-1425). Le couple a deux enfants :
- Charles (1414-1464), comte de Nevers et de Rethel
- Jean (1415-1491), comte d'Étampes, de Nevers, de Rethel et d'Eu

## Contemporains
- Charles VI, roi de France.
- Jacques Cœur
- Jehan de Boisgibault